# Löttjärnkälens naturreservat
Löttjärnkälens naturreservat är ett naturreservat i Vindelns kommun i Västerbottens län.
Området är naturskyddat sedan 2018 och är 32 hektar stort. Reservatet ligger sydväst om Umeälven och omfattar en del av Ytter-stormyrtjärnen samt en bäck söder därom och en våtmark längst i söder. Reservatet besår av grannaturskog med inslag av tall, asp, björk och sälg.